# Botaş Spor Kulübü
Pour les articles homonymes, voir Adana (homonymie).
Le Botaş Spor Club Adana est un club féminin turc de basket-ball participant à la TKBL, la plus haute division du championnat turc.
Initialement basé dans la ville d’Adana, le club a déménagé en 2017 à Ankara.

## Palmarès
- Finaliste de la Coupe Ronchetti : 2001

## Effectif 2012-2013
En février 2013, l'entraîneur Olcay Orak est remplacé par Aziz Akkaya, précédemment entraîneur des équipes des 20 ans et moins.

## Joueuses célèbres ou marquantes
- Sheana Mosch